# Paul Ranger
Paul Ranger, född 12 september 1984, är en kanadensisk före detta ishockeyspelare som spelade för Toronto Maple Leafs och Tampa Bay Lightning i NHL.
Han draftades i sjätte rundan i 2002 års draft av Tampa Bay Lightning som 183:e spelare totalt. Han spelade för Oshawa Generals i den amerikanska juniorishockeyligan Ontario Hockey League. Säsongen 2004/2005 spelade han för Springfield Falcons i AHL. Påföljande säsong, NHL-debuterade han med Tampa Bay Lightning.
Vid 25 års ålder och fyra spelade NHL–säsonger valde han ta ett cirka 2½ års uppehåll från hockeyn. Beslutet togs i början av säsong 2009–2010 när han var kontrakterad till Lightning, det är fortfarande ej klarlagt varför han gjorde uppehållet.
Under sommaren 2012 valde Ranger att återvända till hockeyn, men sa nej till spel i NHL på grund av att han tyckte att han inte var redo att direkt gå in i hetluften igen. Han skrev istället på för Toronto Marlies i AHL. Ett år senare blev det officiellt att Ranger återvänder till NHL i och med det ett–årskontrakt värt $ 1 miljon som han skrev med Maple Leafs.
Han avslutade sin aktiva ishockeykarriär efter säsongen 2014/2015, då han spelade i den schweiziska högstaligan Nationalliga A för klubbarna Genève-Servette HC och Kloten Flyers.